# Kajakarstwo na Letnich Igrzyskach Olimpijskich 2008 – C-2 500 m mężczyzn
C-2 1000 metrów mężczyzn to jedna z konkurencji w kajakarstwie klasycznym rozgrywanych podczas Letnich Igrzysk Olimpijskich 2008. Kajakarze rywalizowali między 19 a 23 sierpnia na torze Park Olimpijski Shunyi w Pekinie.

## Terminarz
Wszystkie godziny są podane w czasie pekińskim (UTC+08:00)
| Data             | Godzina |            |
| ---------------- | ------- | ---------- |
| 19 sierpnia 2008 | 17:30   | Eliminacje |
| 21 sierpnia 2008 | 16:50   | Półfinał   |
| 23 sierpnia 2008 | 17:05   | Finał      |

## Wyniki

### Eliminacje
Osady z miejsc 1-3 z każdego z biegów eliminacyjnych awansowały do finału. Pozostałe osady awansowały do półfinału.
Bieg 1
| Pozycja | Zawodnik                            | Czas     | Uwagi |
| ------- | ----------------------------------- | -------- | ----- |
| 1.      | Meng Guanliang Yang Wenjun          | 1:41,218 | QF    |
| 2.      | Siergiej Ulegin Aleksandr Kostogłod | 1:41,241 | QF    |
| 3.      | Daniel Jędraszko Roman Rynkiewicz   | 1:42,309 | QF    |
| 4.      | Raimundas Labuckas Tomas Gadeikis   | 1:42,803 |       |
| 5.      | Dеjan Gеorgiеw Adnan Aliеw          | 1:43,428 |       |
| 6.      | Mátyás Sáfrán Mihály Sáfrán         | 1:43,642 |       |
| 7.      | Serguey Torres Karel Aguilar Chacón | 1:44,155 |       |
| 8.      | Everardo Cristóbal Dimas Camilo     | 1:54,090 |       |

Bieg 2
| Pozycja | Zawodnik                                  | Czas     | Uwagi |
| ------- | ----------------------------------------- | -------- | ----- |
| 1.      | Christian Gille Tomasz Wylenzek           | 1:41,513 | QF    |
| 2.      | Andrej Bahdanowicz Alaksandr Bahdanowicz  | 1:41,767 | QF    |
| 3.      | Serhij Bezuhłyj Maksym Prokopenko         | 1:42,054 | QF    |
| 4.      | Iosif Chirilă Andrei Cuculici             | 1:42,306 |       |
| 5.      | Andrew Russell Gabriel Beauchesne-Sévigny | 1:43,189 |       |
| 6.      | Bertrand Hémonic William Tchamba          | 1:43,453 |       |
| 7.      | Kajsar Nurmaganbietow Aleksandr Diadczuk  | 1:45,730 |       |

### Półfinały
Trzy najszybsze osady awansowały do finału.
| Pozycja | Zawodnik                                  | Czas     | Uwagi |
| ------- | ----------------------------------------- | -------- | ----- |
| 1.      | Iosif Chirilă Andrei Cuculici             | 1:42,545 | QF    |
| 2.      | Dеjan Gеorgiеw Adnan Aliеw                | 1:42,891 | QF    |
| 3.      | Andrew Russell Gabriel Beauchesne-Sévigny | 1:42,921 | QF    |
| 4.      | Raimundas Labuckas Tomas Gadeikis         | 1:43,299 |       |
| 5.      | Serguey Torres Karel Aguilar Chacón       | 1L43,673 |       |
| 6.      | Bertrand Hémonic William Tchamba          | 1:43,874 |       |
| 7.      | Kajsar Nurmaganbietow Aleksandr Diadczuk  | 1:44,992 |       |
| 8.      | Mátyás Sáfrán Mihály Sáfrán               | 1:45,032 |       |
| 9.      | Everardo Cristóbal Dimas Camilo           | 1:48,853 |       |

### Finał
| Pozycja | Zawodnik                                  | Czas     | Uwagi |
| ------- | ----------------------------------------- | -------- | ----- |
| złoto   | Meng Guanliang Yang Wenjun                | 1:41,025 |       |
| srebro  | Siergiej Ulegin Aleksandr Kostogłod       | 1:41,282 |       |
| brąz    | Christian Gille Tomasz Wylenzek           | 1:41,964 |       |
| 4.      | Andrej Bahdanowicz Alaksandr Bahdanowicz  | 1:41,996 |       |
| 5.      | Andrew Russell Gabriel Beauchesne-Sévigny | 1:42,450 |       |
| 6.      | Iosif Chirilă Andrei Cuculici             | 1:43,195 |       |
| 7.      | Dеjan Gеorgiеw Adnan Aliеw                | 1:43,971 |       |
| 8.      | Serhij Bezuhłyj Maksym Prokopenko         | 1:44,157 |       |
| 9.      | Daniel Jędraszko Roman Rynkiewicz         | 1:44,389 |       |